# Ateneo Musical Maestro Gilabert de Aspe
El Ateneo Musical Maestro Gilabert (también conocido como El Ateneo, Ateneo Maestro Gilabert o por sus siglas AMMG) es una Banda de música de Aspe (Alicante) fundada en 1825 y actualmente activa. Debe su nombre a uno de sus directores más importantes, Don Eduardo Gilabert Vicedo. Inicialmente denominada banda de Nuestra Señora de la Purísima Concepción, es actualmente una de las bandas de música civiles más antiguas de España.

## Historia

### Antecedentes
Aunque la documentación sobre la práctica musical en Aspe antes del siglo XIX es escasa, algunos registros permiten establecer antecedentes significativos. A finales del siglo XVI se documenta la contratación de charamiteros moriscos aspenses para tocar en las fiestas de Monforte del Cid. Más adelante en el siglo XVII se menciona la presencia de una formación musical de Aspe con pífanos, tambores y trompetas, contratada también en Monforte para los actos conmemorativos de la coronación de Carlos III.

### Inicios
El 2 de agosto de 1825 se redactan en Aspe los estatutos de la Banda de Nuestra Señora de la Purísima Concepción, primera agrupación musical local documentada. Firmado por el presbítero y director Francisco Botella García junto a 21 músicos, el texto establece una organización de carácter religioso, con participación obligatoria en actos litúrgicos. Esta estructura se alinea con modelos similares de otras localidades valencianas, donde músicos vinculados a la parroquia —en muchos casos remunerados— facilitaron la creación de formaciones estables. El documento marca el inicio jurídico y formal de la tradición bandística aspense.
Tras la firma de los estatutos de 1825, las actas municipales y otras referencias documentales permiten rastrear la continuidad de apellidos de músicos a lo largo del siglo XIX. Esta repetición refleja una transmisión familiar de la tradición bandística. Durante este periodo, la agrupación comienza a participar en celebraciones de carácter civil, más allá del ámbito religioso. Las menciones a la asociación durante este periodo son esporádicas, si bien se percibe una evolución progresiva del papel de la banda en la vida pública de Aspe, siguiendo un patrón común a otras localidades valencianas.
A mediados del siglo XIX, la banda es sostenida principalmente mediante la financiación de socios protectores. En esta etapa, una de las denominaciones que adopta es Filarmónica La Juventud. Destaca entonces la figura de Higinio Marín, compositor y director, autor del Sermón de las Siete Palabras, obra vinculada a la tradición local. También se documenta su labor en Villena y Muchamiel. Hacia finales de siglo, la banda pasa a llamarse La Constancia y comienza a recibir convenios municipales para actuaciones. En esta misma época, Pablo Gutiérrez asume la dirección y consolida la agrupación como formación estable.

### Comienzos del siglo XX
En las primeras décadas del siglo XX, la banda continúa bajo el nombre de La Constancia y asume un papel activo en festividades de localidades vecinas. Los músicos viajaban en carretas o tartanas y se alojaban en casas particulares durante las fiestas. En esta etapa, Eduardo Gilabert recoge el testigo de Pablo Gutiérrez como director y consolida la tradición musical aspense. A partir de los años 20, la banda adopta el nombre de Arte Musical, dirigida casi ininterrumpidamente por Gilabert, que marca un periodo de estabilidad, adaptación al contexto político y crecimiento artístico.
A comienzos de los años 30, tras la destitución de Francisco Alacid, el maestro Saorín, se produce una escisión interna y nace la Unión Musical, dirigida por Luis Almodóvar. La división es breve: en 1932 ambas formaciones se reunifican bajo el nombre de Arte Musical.

### Posguerra y franquismo
Durante la Guerra Civil la actividad se paraliza, pero en 1939 Eduardo Gilabert retoma la dirección hasta el año siguiente. Las fuentes discrepan sobre su sucesión, Por un lado se menciona como sucesor a su discípulo Ramón Alcolea ese mismo 1940, por otro que el nombramiento se retrasó hasta 1942 por factores derivados del contexto posguerra. También hay autores que afirman que fue Vicente Albeza lo que lleva a pensar que quizás Albeza se encargó de la agrupación temporalmente hasta que Alcolea se pudiera encargar de la dirección de la agrupación
Desde 1944 queda integrada en la Obra Sindical de Educación y Descanso, pasando en la década de 1950 a depender nuevamente del Ayuntamiento de Aspe. En ese contexto se plantea su constitución como asociación, conforme a las directrices del Ministerio de Gobernación. Poco después, se establece en la sede que aún hoy ocupa. En 1963 adopta el nombre actual de Ateneo Musical Maestro Gilabert. Durante esta etapa, la dirección queda en manos de Ramón Alcolea, quien lidera la banda hasta su fallecimiento en 1974 con una interrupción sobre 1950, en el que se contrata como director a Aurelio Gutiérrez mientras Alcolea realizaba sus estudios en el Real Conservatorio Superior de Música de Madrid

### Final de siglo e incorporación de las mujeres a la banda
La incorporación de mujeres a la banda comienza en 1974 con la entrada de Ana María Botella Sorribes. Sin embargo, no fue un caso aislado: ese mismo año se suman también Mª Pilar Sánchez Díez, Visitación del Valle Torres, María Nieves Pérez Cervera y Ana Pérez Aragón. El proceso comenzó en septiembre de 1973, cuando iniciaron sus estudios de solfeo, necesarios antes de integrarse en la agrupación. Aunque la etapa de formación era breve, marcó el inicio de una transformación histórica para el Ateneo Musical Maestro Gilabert.
Las primeras mujeres incorporadas a la banda tocan flauta travesera, saxofón y clarinete. Estos instrumentos coinciden con los que interpretaban las primeras mujeres en otras bandas valencianas, en un fenómeno que se generaliza a partir de los años 80. Antes de 1974, muchas mujeres con fuerte vínculo musical no pudieron integrarse en la agrupación, debido a barreras sociales o culturales. En esos años, su participación se centraba en actividades corales o en el estudio del piano, instrumentos tradicionalmente aceptados para su formación. La entrada en la banda supuso una evolución significativa en la percepción de sus roles musicales.
Tras el primer grupo de mujeres en 1974, nuevas incorporaciones se producen a partir de los años 80. Desde entonces, el número de mujeres en la banda crece de forma constante, hasta equilibrarse con el de los hombres a partir del año 2007. Este proceso, progresivo pero firme, refleja una transformación en la estructura de la agrupación. La tendencia iniciada en los años 70 culmina con la plena integración de la mujer en la vida musical y social del Ateneo Musical Maestro Gilabert.
Desde los años 90, las sucesivas juntas directivas han impulsado proyectos destinados a estabilizar y modernizar la sociedad musical. Bajo la presidencia de Juan Antonio Martínez, la Escuela de Música Maestro Alcolea se incorpora a la red de escuelas reconocidas por la Generalitat Valenciana y se funda la Banda Juvenil Maestro Alcolea. Estos avances permiten ampliar la actividad educativa y artística, con participación en certámenes y concursos. El espíritu de continuidad, profesionalización y renovación ha guiado desde entonces el trabajo conjunto de directivas, profesorado, músicos y directores hasta la actualidad.

## Reconocimientos
El Ayuntamiento de Aspe ha destacado la trayectoria del Ateneo con varias distinciones:
- En 2014, inauguró un parque público en reconocimiento a su importancia histórica y social.[17]
- En 2024, rindió homenaje a dos figuras vinculadas a la entidad: dedicó una calle a la soprano Mariola Cantarero (colaboradora habitual de la banda) y un jardín al compositor Ricardo Estrada. Este acto incluyó una gala lírica en el que participó la formación musical, la propia soprano y el tenor Moisés Marín.[18]
- En 2025, la Federación de Sociedades Musicales de la Comunidad Valenciana le otorgó un reconocimiento institucional por su bicentenario (1825-2025),[19] acompañado de una exposición conmemorativa que repasó su legado.[20]

Adicionalmente, la agrupación ha obtenido diversos premios en certámenes nacionales e internacionales.

## Nombres
Durante su historia ha tenido diversos nombres, entre los que se encuentran:
- Nuestra Señora de la Purísima Concepción
- Filarmónica de la Juventud
- La Constancia
- Arte Musical
- Ateneo Musical Maestro Gilabert

## Directores
Junto a los siguientes nombres también hubo otros directores cuya labor fue importante, aunque no ha quedado testimonio escrito de sus nombres.
- Francisco Botella y García
- Higinio Marín
- Antonio Ferrer
- Pablo Gutiérrez
- Eduardo Gilabert
- Francisco Alacid (maestro Saorín)
- Luis Almodóvar
- Vicente Albeza
- Ramón Alcolea
- José Pastor del Socorro
- Rafael Prieto
- Ramón Ramos[21][22]
- Arturo Paulino Rivelles
- Eduardo Peris Signes
- Juan Bautista Osorio Verdú
- Alfredo Cerdán Castelló

## Escuela de educandos
La enseñanza musical ha sido una de las funciones esenciales de las bandas, garantizando la continuidad generacional. Durante mucho tiempo, esta labor fue asumida por los directores y los músicos más veteranos. Ya en los estatutos de 1825 aparece la figura del Músico Mayor, encargado de formar a los demás integrantes. En época de Pablo Gutiérrez, casi un siglo después, esta tradición continúa con nombres como Vicente Verdú o Francisco Galinsoga Gil —este último con solo 15 años—, quien impartía las clases a los educandos bajo la supervisión de Eduardo Gilabert.
Dentro de la tradición de músicos que formaban a los educandos, destacan en el siglo XX tres figuras cuya influencia perdura. Antonio Benavente, con el clarinete; Francisco Asensi “Franqui”, con la trompeta; y Ramón Prieto, con el trombón, dedicaron décadas a la enseñanza desde dentro de la propia banda. Su papel fue esencial no solo para transmitir técnica y repertorio, sino también para cultivar el compromiso y el amor por la música.
En el marco del proceso de profesionalización de las sociedades musicales a partir de los años 80 y 90, la creación de la Banda Juvenil Maestro Alcolea en 1994 fue un paso decisivo. Concebida como etapa intermedia entre la escuela de música y la banda mayor, esta agrupación desarrolla una agenda propia de actividades anuales. Además de su función musical, es un espacio donde los jóvenes forjan sus primeros lazos con otros músicos, adquieren experiencia de conjunto y se integran en la tradición cultural del Ateneo Musical.
A partir de los años 80 y, especialmente, desde los 90, la inclusión de la Escuela de Música Maestro Alcolea en la red de centros de la Generalitat Valenciana marcó un punto de inflexión. Cambios legislativos y organizativos impulsaron una mayor profesionalización: se exigieron titulaciones mínimas y el crecimiento del alumnado llevó a la ampliación del profesorado. La escuela adoptó su forma actual. Aun así, el espíritu del “Músico Mayor” de 1825 sigue vivo en figuras como Alfredo Cerdán y Antonio Clavel, actual director de la banda juvenil, que aúnan dirección, enseñanza e inspiración para nuevas generaciones.